# بوغيا دي جوس
 بوغيا دي جوس هي بلدية تقع في إقليم أرجيش في رومانيا.

## السكان
حسب إحصائيات 2002 بلغ عدد سكان القرية 2,989 نسمة.